# Rebegari
Rebegari – wieś w Rumunii, w okręgu Vrancea, w gminie Năruja. W 2011 roku liczyła 111
mieszkańców